# Anthaxia jendeki
Anthaxia (Haplanthaxia) jendeki – gatunek chrząszcza z rodziny bogatkowatych i podrodziny Buprestinae.
Gatunek ten został opisany w 2014 roku przez Svatopluk Bílego i Vladimira Sakaliana. Epitet gatunkowy nadano na cześć Edo Jendeka.
Chrząszcz o ciele długości od 7,2 do 9,2 mm, wypukłym, klinowatym w obrysie. Wierzch ciała mosiężny, na czubkach pokryw i w części czołowo-nadustkowej z czerwonym połyskiem, a na samym czole biało owłosiony. Spód ciała jasnomosiężny z rzadkim, białym owłosieniem. Głowa duża, szeroko na przedzie wykrojona. Duże, nerkowate oczy mają umiarkowanie S-kształtne brzegi wewnętrzne. Człony czułków od piątego wzwyż słabiej rozszerzone niż u A. nigroaenea. Na mikrorzeźbę przedplecza składają się poprzeczne zmarszczki, a po bokach małe, wielokątne komórki z drobnymi ziarenkami, tworzące ukośnie zmarszczki. Powierzchnia pokryw nieco nierówna: na każdej występuje płytkie wgniecenie u nasady i podłużne wgłębienie z tyłu.
Kwietniczek ten znany jest tylko z Kenii.